# Parachalciope
Parachalciope é um gênero de traça pertencente à família Arctiidae.